# .nz
.nz è il dominio di primo livello nazionale assegnato alla Nuova Zelanda.

## Domini di secondo livello
Sono disponibili i seguenti domini di secondo livello:
- .ac.nz
- .co.nz
- .geek.nz
- .gen.nz
- .kiwi.nz
- .maori.nz
- .net.nz
- .org.nz
- .school.nz
- .cri.nz
- .govt.nz
- .health.nz
- .iwi.nz
- .mil.nz
- .parliament.nz